# カリブの太陽
『カリブの太陽』（カリブのたいよう）は宝塚歌劇団のミュージカル作品。月組公演。
形式名は「ミュージカル・プレイ」。18場。
1979年2月16日から3月21日（新人公演：3月9日）まで宝塚大劇場（東京では未公演）で公演された。
併演作品は『日本の恋詩』。

## 解説
※『宝塚歌劇100年史（舞台編）』の宝塚大劇場公演のページを参照
カリブ海に浮かぶ島を舞台にした人々の恋や、笑いや、風刺に富んだストーリーをラテン音楽に乗せてミュージカルに仕立てた作品。
太田哲則の演出家デビュー作品。
この作品より条はるきが男役から娘役に転向し、ヒロインを演じる。

## ストーリー
※『宝塚歌劇100年史（舞台編）』の宝塚大劇場公演のページを参照
ブラウン商会のジェフは観光ホテルを建設するためにカリブ海にあるコラリオ島にやってきて、農場主の娘・ルイーズと恋仲になる。島を宣伝しようとジェフが売り出した郵便切手は大成功し、その島に一大観光ブームが起こる・・・。

## 主な配役
※「（）」は新人公演・配役
- ジェフ - 榛名由梨（剣幸）[2]
- ルイーズ - 条はるき（野ばら朱実）[2]

## スタッフ
- 監修：内海重典[1][3]
- 作・演出：太田哲則[1]
- 音楽[3]：寺田瀧雄、入江薫、鞍富誠三
- 音楽指揮：野村陽児[3]
- 振付[3]：羽山紀代美、山田卓
- 装置：石浜日出雄[3]
- 衣装：静間潮太郎[3]
- 照明：今井直次[4]
- 音響：松永浩志[4]
- 小道具：万波一重[4]
- 効果：川ノ上智洋[4]
- 演出助手[4]：正塚晴彦、中村暁
- 制作：武井泰治[4]